# 니카 보단
니카 보단(슬로베니아어: Nika Vodan, 2000년 3월 9일~)는 슬로베니아의 스키점프 선수이다. 2022년 동계 올림픽에서 개인전에서 동메달을 획득했으며, 혼성 단체전 금메달을 획득하였다. 결혼 전 이름은 니카 크리주나르(슬로베니아어: Nika Križnar)였다.

## 개인사
2024년에 슬로베니아의 스키점프 선수인 알랴시 보단과 결혼했으며 남편의 성을 따라 크리주나르에서 보단으로 성을 바꿨다.